# Terror
Den litterära genren terror (från latin terror 'rädsla, fruktan') är nära besläktad med skräcklitteratur.

## Terror i litteraturen
Begreppet terror har inom litteraturen sina rötter i 1700-talets gotiska historier. Dock var det inte förrän i mitten av det århundradet som ordet "Gotisk" fick en positiv betydelse inom litteraturen. Det var tidigare använt som ett skällsord för att beskriva, eller förolämpa, historier som inte följde ett mer klassiskt mönster. Det användes för sådan litteratur som inte ansågs platsa inom ramarna för klassicismens samhälle och regler utan mer anknöt till äldre medeltida tänkesätt och former.